# Maite Carranza
Maite Carranza, španska pisateljica in učiteljica, * 25. februar 1958, Barcelona, Španija.
Študirala je antropologijo. Delala je kot profesorica jezika in književnosti v srednji šoli. V tem času je objavila tudi svoj prvi mladinski roman Ostres tu, quin cacau (1986). Delo učiteljice je nato zamenjala za delo scenaristke . sodelovala je v številnih televizijskih serijah, med tem pa izdala roman za odrasle Sin Invierno. Nato je nadaljevala z otroško literaturo in izdala delo  ¿Quieres ser el novio de mi hermana? Leta 2004 je začela ustvarjati trilogijo o čarovnicah. Nadaljevala je s pisanjem in svoj spekter razširila na vse zvrsti literature. Objavila je več kot 50 knjig in prejela številne nagrade, njena dela pa so prevedena v več jezikov.
V slovenščino sta prevedeni njeni deli Poti svobode (Prevod: Veronika Rot, COBISS.SI-ID -299658752) in Zastrupljene besede (Prevod: Veronika Rot, COBISS.SI-ID - 271667712).
Poti svobode
Poti svobode je mladinski roman avtorice Maite Carranza. Govori o sedemnajstletnem dekletu, ki se odloči, da bo počitnice preživela v taborniškem kampu v Pirenejskih gorah, skupaj s fantom, v katerega je zaljubljena. Ko njena babica izve, kam gre na taborjenje, ji zaupa, da se je tam med vojno skrival njen dedek, za njim pa je izginila vsaka sled. Ko se poda na počitnice, se zaveda, da bo raziskala preteklost. V zgodbi se srečuje z različnimi težavami, najbolj izrazite so njene ljubezenske težave, saj se znajde v ljubezenskem trikotniku, hkrati pa se zaveda, da so njene težave malenkostne v primerjavi s tistimi, s katerimi se srečujejo ljudje v času vojn in tudi njen dedek.

## Dela
- 1986: Ostres, tu, quin cacau!
- 1987: La insólita campaña
- 1987: La rebelión de los lactantes
- 1988: Las cartas de Quica
- 1989: El ferry de les GalàxieS
- 1990: Prohibido llover los sábados
- 1991-1992: Colección Sefa Ceferina,
  - Sefa gallina
  - Sefa foca
  - Sefa Mona
  - Sefa rata
- 1992: Margarita Metepatas
- 1992: Mauro Ojos brillantes
- 1992: La selva de los arutams
- 1993: Carolina Cabezahueca
- 1993: Iván el Aventurero,
- 1994: Frena, Cándida, frena
- 1995: Colección la Pipa de la Paz
  - El topo Timoteo y los cabezas de melón
  - El topo Timoteo y Serafín Pocapela
  - El topo Timoteo y Chelo Chándal
  - El topo Timoteo y Pedro Nodisparo
  - El topo Timoteo y Yolanda Yomisma
  - El topo Timoteo y Carla Cieloclaro
  - El topo Timoteo y Mgamba Molido
  - El topo Timoteo y Martín Todapastilla
  - El topo Timoteo y Tito Gafe
  - El topo Timoteo y Quica Quitalatele
  - El topo Timoteo y Susana Noseñor
  - El topo Timoteo Santi Agobios
- 1997: Leonor y la Paloma de la Paz
- 2002: ¿Quieres ser el novio de mi hermana?
- 2003: Historias divertidas de piratas,
- 2005-2007: Colección La guerra de las brujas
  - El clan de la loba
  - El desierto de hielo
  - La Maldición de Odi
- 2009: Magia de una noche de verano
- 2010: Palabras Envenenadas
- 2011: Víctor y los vampiros
- 2011: Víctor y los romanos
- 2012: Víctor y los duendes,
- 2013: Víctor y los neandertales
- 2014: Víctor y las meninas
- 2015: Víctor y los zombis
- 2015: Contra el fantasma del fuego,
- 2015: Contra las pinturas del diablo
- 2016: Contra los fantasmas del bosque
- 2016: Víctor y las medusas
- 2016: Calla, Càndida, calla!
- 2017: Una bala para el recuerdo.
- 1999: Sin Invierno,
- 2013: El fruto del Baobab

## VIRI
- https://maitecarranza.com/
- Maite Carranza: Poti svobode. Medvode: Malinc.